# Куцмус Андрій Олександрович
Андрій Олександрович Куцмус (нар. 5 грудня 1986, Рівне) — український волейболіст і пляжний волейболіст, догравальник, майстер спорту.

## Біографія
Андрій Куцмус починав займатися волейболом у Рівненській обласній ДЮСШ під керівництвом тренера Володимира Олексійовича Клямара. У дев'ятому класі переїхав до Луцька, з 2002 року виступав за «Лучеськ-Підшипник» у вищій лізі чемпіонату України. Сезон 2004/2005 років провів у житомирському «Динамо», але через фінансові проблеми команду розформували і Куцмус перейшов до ужгородського «Закарпаття», з яким за два роки пройшов шлях до Суперліги й у сезоні 2007/2008 років дебютував у найсильнішому дивізіоні українського чемпіонату.
До 2008 року поєднував класичний волейбол із пляжним, грав на міжнародних турнірах у парі з Олексієм Клямаром. У червні 2008 року став переможцем чемпіонату Європи серед студентів у Туреччині, а в липні — срібним призером студентського чемпіонату світу в Гамбурзі.
У тому ж році Андрій Куцмус продовжив кар'єру в черкаському «Імпексагро-Спорті», з якого отримав виклик до національної збірної й запрошення до провідного клубу країни — харківського «Локомотива». 28 травня 2009 року провів перший офіційний матч за збірну України в рамках другого раунду відбіркового турніру чемпіонату світу-2010 в Ліберці. У липні 2009 року виступав на Універсіаді в Белграді. За місяць, під час товариського матчу харківського «Локомотива» й білгородського «Локомотива-Білогір'я», отримав важку травму. Після операції, проведеної в Німеччині, й тривалого відновлення Куцмус повернувся в команду у лютому наступного року.
Російський період кар'єри Андрія починався з команд вищої ліги «А» — МДТУ і «Уралу»-2. Як третій легіонер у складі уфимського клубу Куцмус не мав можливості грати за основну команду в Суперлізі, але брав участь у двох матчах Кубка виклику. У сезоні 2013/2014 років виступав за «Грозний», після його закінчення повернувся до Уфи і з другої половини сезону 2014/2015 років, впоравшись із травмою коліна, став одним із гравців основного (стартового) складу «Уралу».
У квітні 2016 року Андрій Куцмус підписав контракт терміном на один місяць із ліванським клубом «Захра» з Триполі, але провів за цю команду лише один матч. Восени 2017 підписав контракт із клубом з Ірану «Матін Варамін». Перед початком сезону 2018—2019 перейшов до складу французького клубу «Пуатьє».

## Досягнення
У волейболі
- чемпіон України (2009/10, 2010/11).
- володар Кубка України (2010).

У пляжному волейболі
- чемпіон України (2008),
- чемпіон Європи (2008),
- віце-чемпіон світу серед студентів (2008),
- бронзовий призер чемпіонатів України (2004, 2005, 2006, 2007).

### Сім'я
Дружина — Анна, одружилися у 2017 році.